# Shōko Morioka
Pour les articles homonymes, voir Shoko (homonymie).
Shōko Morioka (森丘祥子, Morioka Shōko, née le 5 août 1967) est une ex-chanteuse de J-pop. Elle débute en 1985 en tant qu'idole japonaise sous son vrai nom, Kuniko Shibata (柴田くに子, Shibata Kuniko), en tant que leader du groupe féminin Seventeen Club aux côtés de Shizuka Kudō et Aki Kiyohara. Le trio se sépare après deux singles, et elle change de nom en 1990 pour sortir deux albums et deux singles en solo.

## Discographie

### Singles
- 1990-05-25 : Kuchibiru ni Raspberry  (唇にラズベリー?)
- 1991-04-25 : Yume De Aetara (夢で逢えたら?)

### Albums
- 1990-05-25 : Pink & Blue
- 1991-09-25 : Yume De Aetara (夢で逢えたら?)

## Liens
- (ja) Discographie sur le site de l'Oricon